# Kheralu
Kheralu é uma cidade e um município no distrito de Mahesana, no estado indiano de Gujarat.

## Geografia
Kheralu está localizada a 23° 53′ N, 72° 37′ L. Tem uma altitude média de 149 metros (488 pés).

## Demografia
Segundo o censo de 2001, Kheralu tinha uma população de 20 143 habitantes. Os indivíduos do sexo masculino constituem 52% da população e os do sexo feminino 48%. Kheralu tem uma taxa de literacia de 68%, superior à média nacional de 59,5%: a literacia no sexo masculino é de 76% e no sexo feminino é de 59%. Em Kheralu, 13% da população está abaixo dos 6 anos de idade.